# ريتشل كاري جورج
ريتشل كاري جورج (بالإنجليزية: Rachel Carey George)‏ هي فنانة أمريكية، ولدت في 1908، وتوفيت في 2011.